# Simion Vartolomeu
Simion Vartolomeu (ur. 24 czerwca 1891 w Vutcani, zm. ?) – rumuński strzelec uczestnik Igrzysk Olimpijskich 1924. Na igrzyskach olimpijskich w Paryżu uczestniczył we wszystkich konkurencjach strzelania z karabinu. Zajął 55. miejsce w karabinie dowolnym - 600 m - indywidualnie. W karabinie - 50 m - na leżąco - indywidualnie zajął 52. Natomiast w drużynie Rumuni byli 13.